# ダダサバイバー
『ダダサバイバー』は、Habbyより配信されたiOS/Android用ゲームアプリ。基本プレイ無料で、アイテム課金が存在する（F2P）。

## 概要
地球がゾンビに汚染された世界が舞台としたアクションRPG。

## ゲーム内容
ゾンビなどの敵を武器で倒して時間がくるまで耐えるメインチャプターや毎日内容が変わるデイリーチャレンジ、一週間合計14回のプレイでダメージ数を稼いでランキングで報酬や上のグループへの昇進がある末世反響、コインが稼げるデイリーステージ、基本課金キャラの解放やキャラの星アップなどに使うキャラのかけらを買う特別行動コインをゲットできる特別行動、既にクリアしたメインチャプターのステージをさらに難しくプレイし報酬をゲットするメインチャレンジ、既にクリアしたメインチャプターのステージの内5の倍数のステージをさらに強化したメガチャレンジ、その他期間限定のイベントなどがある。

## 登場キャラクター

### サバイバー
コモン
重点なし（星1）：すべてのスキルダメージ+3%
時間切れプラン（星3）：すべてのスキルダメージ範囲+3%
大慌て（星6）：すべてのスキルクールダウンタイム-3%
最初から使用可能。
ツキヨミ
月華一斬（星1）：月華一斬が選択できる。
二刀流（星3）：メイン武器が刀系で進化している場合のみ「月の霜華」「月の永遠」のどちらかに進化する。
スーパー武器解禁（星6）：上記の進化制限が解除される。
サバイバーパスシーズン1で登場。対応するキャラのかけら80個か課金で手に入れられる。
キティース
メディカルドローン（星1）：メディカルドローンが選択できる。
テクノロジー突破（星3）：メディカルドローンとAドローン、Bドローンの合成が解禁される。
高級医学（星6）：メディカルドローンの回復効果が2倍になる。
クリスマスイベントで登場した。6000ジェムか対応するキャラのかけら50個で手に入れられる。
ヴォルマー
極秘盗聴（星1）：極秘盗聴が選択できる。
現金取引（星3）：衝突ダメージを大幅軽減、被弾ダメージが増加する。
寝返り工作（星6）：謀反行動への進化が解禁される。
サバイバーパスシーズン3で登場。対応するキャラのかけら80個か課金で手に入る。
キング
サバイバー直感（星1）：サバイバー直感が選択できる。
致命感応（星3）：「致命的なセンス」への進化が解禁される。
ラッキーキル（星6）：クリティカル判定に失敗すると、クリティカルの再判定が行われる
サバイバーパスシーズン5で登場。対応するキャラのかけら80個か課金で手に入る。
ウィチェ
武器がヘラに置き換わる、ヘラで一番近くの敵を攻撃する。
星3になると攻撃範囲が40%アップする。
星6になると攻撃間隔が-20%、ダメージが20%アップする。
イカルド
スポンジ・ボブとのコラボで登場。
武器がクラリネットに置き換わる、スキルのフォースフィールドと酷似しており、フォースフィールドと同様にサバイバーを円形に囲むようにフィールドが設置される。
星3で攻撃間隔が-40%
星6で進化後の爆発ダメージが2倍になる。

### ペット
ゲーム中では「出陣」スロットに当てられたペットのみ登場する。ペットはゲーム中に倒れても数秒間触れることで復活する。「ヘルパー」スロット当てられたペットは援護スキルのみ適用される。また、援護スキルは青グレードになった際にランダムで決まる。

## スキル
この項目では装備画面から選択する「武器」と、ゲーム中レベルアップする毎に選択出来る「武器スキル」、「補助スキル」について解説する。

### 武器
クナイ
一番近くの敵に自動的に攻撃する。レベルアップで発射数が増加。エクセレント品質(紫)ではレベル2の状態で始まり、レジェンド品質(赤)では敵に当たると分裂する。進化には究極忍法書が必要。
幽霊手裏剣：クールダウンが無くなり、手裏剣を高速で発射するようになる。
野球バットサバイバーの向いてる方向にバットを扇状(レジェンド品質は円形)に振るう。レベルアップで性能強化。ノックバック力が高く、一部の敵弾を掻き消す事が出来る。ベター品質(青)では流血状態を付与させる。進化にはフィットネスガイドが必要。
ルシール：基本性能がさらに強化される。
かたな
サバイバーの向いてる方向(とその後方)に剣気を放つ。レベルアップで発射数が増加。ベター品質以上で遠距離攻撃を、レジェンド品質で吸血効果を取得する。進化には浪人の鎧が必要。
妖刀：攻撃間隔と範囲が強化されるが、攻撃回数が減少する。
ショットガン
サバイバーの向いてる方向に発砲する。レベルアップで同時発射数が増加。クールダウンが長い。ベター品質以上で遠距離攻撃を、レジェンド品質で貫通効果を取得する。進化には強力銃弾が必要。
ガットリング：性能が変化。クールダウンが無くなり、高速で弾を打ち続けるようになる。
リボルバー
サバイバーの向いてる方向に発砲する。レベルアップでダメージが増加。弾丸は6発まで。ベター品質以上で敵を倒すと弾丸を回復し、レジェンド品質では爆風を起こす。進化には強力銃弾が必要。
死神：二丁拳銃になる。

### S級武器
ライトチェイサー
サバイバーの向いてる方向に斬撃を飛ばす(弾消し効果有)。レベルアップで同時発射数が増加。5回攻撃毎に回転斬りを、レジェンド品質で10回攻撃毎に剣陣を発生させる。進化には浪人の鎧が必要。
エターナルライト：1回の攻撃で斬撃を2回放つようになる。
破壊の力
サバイバーの向いてる方向に敵を吸い寄せるブラックホールを発射する(弾&毒消し効果有)。レベルアップで性能強化。ブラックホールは消滅した後に爆発する。進化には外付け籠手が必要。
エクリプスドノヴァ：ブラックホール消滅後にエネルギーシールドを発生させる。シールドはレジェンド品質の時のみ破壊時に爆発を起こす。
混沌の剣
一番近くの敵を突き刺した後、追尾する剣先を発射する。この武器で倒された敵は魂に変換され、10個毎にダメージが1%アップする。魂は最大300個まで蓄積出来るが、一回ダメージを受けるとリセットされる。レジェンド品質では魂の減少量が100になり、更に画面全体に大ダメージを起こす。進化には強力マグネットが必要。
支配の剣：上記の効果に加え、ランダムな場所に剣を落下させる。

### 武器スキル
戦闘中に最大5つまで装備可能。また、武器スキル同士で進化した場合、スキル枠が1つ空く。
タイプAドローン
時計回りにミサイルを発射するドローンを召喚。進化にはタイプBドローンかメディカルドローンが必要。
タイプBドローン
反時計周りにミサイルを発射するドローンを召喚。タイプAドローンとは違いミサイルのダメージが高くクールダウンが短いが、量が少ない。進化にはタイプAドローンかメディカルドローンが必要。
破壊者：タイプA,Bのドローンを合成することで進化。両方の性質を持ったミサイルを永久的に発射する。進化にはメディカルドローンが必要。
ガーディアン
一定時間時計回りに回転するガーディアンスピナーを召喚。ガーディアンは一部の敵弾を消す事が出来る。レベルアップで召喚数&回転速度アップ。進化には外付け籠手が必要。
ディフェンサー：出現時間が無制限になる。
フォースフィールド発生器
自身の周りにフォースフィールドを発生させる。レベルアップでサイズ&ダメージアップ。進化にはエナジードリンクが必要。
重力場：フォースフィールドに触れた敵は移動速度が低下する。
サッカーボール
敵に向けてボールを飛ばす。レベルアップで個数等が強化される。ボールは敵や壁に当たると跳ね返る。進化にはスニーカーが必要。
量子ボール：敵に当たると分裂するボールを発射する。
ドリアン
チャプター4開始時に解禁される。
敵を貫通し、壁に当たると跳ね返るドリアンを召喚。レベルアップでサイズとダメージがアップ。ドリアンは一部の敵弾を消す事が出来る。進化には高性能爆薬が必要。
鉄びし：ドリアンが鉄びしに変化。回転しながらトゲを発射するようになる。
ロケット発射器
当たると爆発するロケットを発射。レベルアップで個数とダメージがアップ。進化には高性能爆薬が必要。
シャークマウガン：巨大なロケットを発射。ダメージもアップしているが、進化前より速度が遅く、一発しか発射出来ない。
火炎瓶
ランダムな方向に火炎瓶を投げる。炎には毒消し効果がある。レベルアップで個数やダメージ、範囲が強化される。進化には石油債権かモジュール地雷が必要。デイリーステージ「金の鉄抗」では出現しない。
ガソリンたる：火炎瓶がポリタンクに変化。炎がサバイバーに向かって移動するようになる。
ブーメラン
一定距離まで行くと反対方向に向かっていくブーメランを発射。進化には強力マグネットが必要。
マグネットダーツ：サバイバーを中心に二つのマグネットダーツが時計回りに広がりながら飛ぶ。
ドリルショット
サッカーボールに似た性質だが、敵を貫通する。進化には弾薬推進器が必要。
ホイッスルショット：弧を描きつつ敵を追尾する弾を召喚。進化前とは違い、一つしか出現しない。
レーザー発振器
チャプター4開始時に解禁される。
上下にそれぞれ交差するレーザーを発射する(毒消し効果有)。進化にはエナジーキューブが必要。
殲滅光線：レーザーは外から円を描きながら収縮していく。
雷発生器
ランダムな敵に雷を落とす。進化にはエナジーキューブかモジュール地雷が必要。
狂雷バッテリー：落雷時に電波を発生させる。
レンガ
上方向にレンガを放物線を描くように飛ばす。進化にはフィットネスガイドが必要。
ダンベル：八方向に錘を発射する。
モジュール地雷
ランダムな位置に地雷を設置する。進化には火炎瓶か雷発生器が必要。
炎の爆弾：火炎瓶との合成で進化。爆発時に炎が発生する。
雷の爆弾：雷発生器との合成で進化。爆発時に電波を飛ばす。
月華一斬
ツキヨミ専用。
向いてる方向に斬撃を繰り出す。一部を除く敵の球をかき消すことができる。進化には浪人の鎧が必要。
月華一斬(進化後)：円を描きながら斬撃を繰り出す。ツキヨミが星3以上でなければ進化をすることが出来ない。
月の霜華：攻撃に触れた敵の移動速度を下げる。
月の永遠：攻撃に触れた敵は出血状態になる。
メディカルドローン
キティース専用。
自分の近くにヒーリングゾーン（回復効果を持つ円形のフィールド）が生成される。進化には破壊者（星3以上の場合AドローンかBドローン）が必要。
聖なる支配者：タイプAドローンとの合成で進化（星3以上でのみ可能）。両方の効果併せ持つ。進化にはタイプBドローンが必要。
贖罪者：タイプBドローンとの合成で進化（星3以上でのみ可能）。両方の効果併せ持つ。進化にはタイプAドローンが必要。
神聖・破壊者：破壊者とメディカルドローン、もしくは聖なる支配者+Bドローンor贖罪者+Aドローンとの合成で進化。破壊者とメディカルドローンの効果を併せ持つ。
極秘盗聴
ヴォルマー専用。
サバイバーの周囲にレーダー状のフィールドを展開。範囲内の敵への与ダメージをアップさせる。進化するにはヴォルマーが星6であること。
謀反行動：謀反値を蓄積させて敵を撤退させる。
電磁式手榴弾
ウィチェ専用。
向いてる方向の横一直線に手榴弾を数個投げつける。クールダウンがかなり長い。進化には強力銃弾が必要。
教官の怒り：全画面攻撃。クールダウンが更に長くなる。

### 補助スキル
戦闘中に最大6つまで装備可能。全ての補助スキルはサバイバー直感を除き、進化することはない。
究極忍法書
獲得経験値が8%（最大40%）アップ。
浪人の鎧
被ダメージを-10%（最大-50%）減らす。
フィットネスガイド
最大HPが20%（最大100%）アップ。
強力銃弾
与ダメージが10%（最大50%）アップ。
外付け籠手
一部除く全ての武器の持続時間が10%（最大50%）延長される。
エナジードリンク
5秒ごとにHPを1%（最大5%）回復する。
スニーカー
移動速度が10%（最大50%）アップ。
高性能爆薬
弾のサイズ、攻撃範囲を10%（最大50%）アップ。
石油債権
コインの取得率が8%（最大40%）アップ。ステージ「金の鉄抗」では出現しない。
強力マグネット
アイテムの回収範囲が100%（最大500%）アップ。
弾薬推進器
弾速を10%（最大50%）上げる。
エナジーキューブ
攻撃間隔を-8%（最大-40%）減らす。
サバイバー直感
キング専用。
クリティカル率が8%（最大40&）アップ。キングが星3以上で進化可能。
致命的なセンス：クリティカル率が50%、クリティカルダメージが25%アップ。

## 歴史
- 2022年（令和4年）
  - 8月9日 - Android版サービス開始[4]。
  - 8月11日 - iOS版サービス開始[1]。
  - 9月8日 お月見スーパサービスイベント開催
  - 9月23日 テックパーツ追加
  - 9月29日 秋の紅葉シーズンイベント開催
  - 10月28日 ファンタジー・ハロウィンイベント開催
  - 11月5日 どんぐりスペシャルイベント開催
  - 11月20日 サッカーカップフェスティバルイベント開催
  - 11月22日 サンスクギビングイベント開催　衣装追加
- (令和5年)
  - 5月23日 Ver1.14.0配信
  - 6月18日 Ver1.14.2配信
  - 7月2日 Ver1.15.0配信
  - 7月9日 Ver1.15.2配信
  - 7月24日 - 7月21日 「サマービーチパーティ釣り」イベント開催
  - 7月22日 - 7月27日 「サバイバーチーム成立記念日」イベント開催
  - 7月28日 - 8月5日 「サマーパーティー」イベント開催
  - 7月23日 - 8月6日 スポンジ・ボブコラボイベント開催
  - 8月6日 Ver2.0.0配信
  - 8月6日 - 9月10日 ダダサバイバー一周年イベント開催
    - 8月6日 - 8月11日 周年フェス「勇者集結」
    - 8月11日 - 8月16日 周年フェス「アニバーサリー大作戦」
    - 8月11日 - 8月21日 周年フェス「窮地反撃」&「情報収集大作戦」
    - 8月21日 - 8月31日 周年フェス「最後の戦い」&「星ノ橋の約束」
    - 8月31日 - 9月9日 周年フェス「盈月新生」
    - 8月31日 - 9月10日 周年フェス「月の鉱山」

  - 9月10日 - 9月17日 「オータム海岸パーティー」
  - 9月19日 - 9月26日「オータムラッキーすごろくゲーム」

## 漫画
2023年6月15日発売の『月刊コロコロコミック』（小学館）7月号より、漫画の連載を開始。漫画はクリストファー・アイゼンフィールドが担当。
- クリストファー・アイゼンフィールド 『ダダサバイバー』 小学館〈てんとう虫コミックス〉、既刊3巻（2025年4月28日現在）
  1. 2023年12月27日発売[7]、ISBN 978-4-09-143675-7
  2. 2024年8月28日発売[8]、ISBN 978-4-09-149769-7
  3. 2025年4月28日発売[9]、ISBN 978-4-09-154029-4